# José Luis Postigo
José Luis Postigo Guerra (Marchena, provincia de Sevilla, 22 de noviembre de 1950) es un guitarrista de flamenco sevillano.

## Biografía

### Comienzos
De familia aficionada al flamenco y a su paisano Pepe Marchena, un joven José Luis Postigo de 7 años de edad es inscrito en una academia de baile a raíz de varias recomendaciones de diversos aficionados al flamenco. Al poco tiempo, José Luis Postigo comienza a aparecer en diversas galas juveniles y circos donde pudo demostrar su valía en el baile aprendiendo de diversos artistas de renombre como Enrique el Cojo o Eloisa Albéniz.

#### Lo acontecido en el hotel Espada
Ya como profesional del baile, fue llamado a un espectáculo en Torremolinos donde fue requerido como tocaor en lugar de bailaor. José Luis Postigo se echó valentía y comenzó su andadura en el mundo del tocaor.

### Como guitarrista
El cantaor Paco Taranto fue quien escogió al joven guitarrista para sus giras y es acompañado por él a todos sus festivales y comienza a rodar como guitarrista, pero hasta a principios de la década de los 80 no explotaría la figura del artista. En los 80 acompaña a la mayoría de los festivales con las mayores figuras de la época como El Cabrero, Juanito Villar o El Lebrijano.

### Premios nacionales
- Premio "Manolo de Huelva" X Concurso Nacional de Arte Flamenco de Córdoba 1983
- Premio Nacional de Guitarra concedido por la Cátedra de Flamenco de Jerez de la Frontera 1983

### Hoy en día
Dirige el área de guitarra de la Fundación Cristina Heeren De Arte Flamenco y se dedica al negocio de la compra y venta de guitarras de coleccionista.